# A palota ékköve
A palota ékköve (hangul: 대장금, magyaros átírásban Te Dzsanggum, nemzetközi átírásban Dae Janggeum) 2003-ban a dél-koreai MBC csatorna által gyártott televíziós sorozat (szaguk). 91 országban vetítették.

## Cselekmény
A történet egy valós személy életét ábrázolja, akit a Csoszon-dinasztia krónikái is említenek. Ő volt az első koreai női orvos, aki a királyt kezelhette.
A történet Szongszsong király, Jonszangun [Jonszan] király (1494–1506) és Csungdzsong (1506–1544) király uralkodása alatt játszódik. A történet elején, Jun királynét – Szondzsong király második feleségét, a későbbi Jonszangun király édesanyját – a király parancsára a királyi testőrök megmérgezik. A halálos ítélet végrehajtásában részt vevő testőr hazafelé tartva balesetet szenved. Egy remete megmenti az életét, majd egy jóslatot mond neki, mely szerint az életét három nő fogja meghatározni: az egyiknek a halálát okozza, bár nem szándékosan, a másiknak megmenti az életét, és a harmadik a vesztét okozza, azonban sok ember életét fogja megmenteni. Csak később derül ki, hogy az első nő Jun királyné, a második nő Mjongi (Dzsanggum édesanyja), és a harmadik maga Dzsanggum. Az incidens okozta lelki gyötrelmek arra késztetik a testőrt, hogy lemondjon pozíciójáról. Mjongi, aki a királyi konyhán volt udvarhölgytanonc, tanúja az anyakirálynő elleni összeesküvésnek (melyben Cshö udvarhölgy is részt vesz), majd jelenti a történteket a hatóságoknak. Ezért hamis vádakat hoznak fel ellene, de a király nem bünteti meg. Az udvarhölgyek viszont nem tűrik el, hogy nem kap büntetést, ezért titokban, törvényellenes módon, saját titkos szabályaik szerint büntetik meg: mérget itattak vele. Han udvarhölgy, Mjongi legjobb barátnője azonban készít egy ellenmérget, és titokban, a merénylethez használt vízbe keveri, így gyengítve a méreg hatását. A magára hagyott haldokló lányra a már visszavonult katonatiszt talál rá, megmentve életét. Összeházasodnak, és titokban élnek egy távoli faluban kislányukkal Szo Dzsanggummel, mint alacsony származású emberek.
1504-ben Jonszangun király elrendel egy kiterjedt nyomozást édesanyja gyilkosai ellen. Szót is megtalálják és letartóztatják, miután Dzsanggum kifecsegte az igazságot, miszerint édesapja nem alacsony származású ember, hanem a királyi palotában volt katonatiszt. Dzsanggum és édesanyja elmenekülnek, azonban Mjongit halálosan megsebesítik üldözői. Halála előtti utolsó kívánsága az, hogy Dzsanggum, felnőve, legyen a királyi konyha első udvarhölgye, és jegyezze le édesanyja történetét az első udvarhölgyek naplójában.
Jonszangun királyt, zsarnoksága miatt, puccsal megdöntik, és féltestvére, Csungdzsong, veszi át a hatalmat. Csungdzsong király uralkodásának idején Dzsanggumnak sikerül bejutnia a királyi palotába és tanuló lesz a királyi konyhán. Bátorságának, tehetségének, kíváncsiságának, melegszívűségének és határozottságának köszönhetően segít Han udvarhölgynek, aki édesanyja legjobb barátnője volt (ez csak később derül ki), hogy a királyi konyha első udvarhölgye lehessen. Számos megpróbáltatáson kell keresztülmennie, mivel eszével és ügyességével kitűnik a többi tanuló közül. Dzsanggum tovább folytatja a főzést azzal a hivatástudattal, hogy a főzés célja nem más, mint egészséget és boldogságot adni annak, aki az ételt elfogyasztja. Cshö udvarhölgy azonban ismét összeesküvést szervez unokahúga, Gumjong és nagybátyja, Cshö Phanszul, illetve magas rangú tisztviselők segítségével, hogy megőrizzék a Cshö család monopolhelyzetét a királyi konyhán. Erőfeszítéseik eredményeképpen koholt vádak alapján rabszolgákként száműzik az udvarból Han udvarhölgyet („kénes kacsa” vád) és Dzsanggumot Csedzsu szigetére. Úton Csedzsura, a vallatástól és kínzástól kimerült Han udvarhölgy meghal.
Min Dzsonghónak még a palotában tetszett meg Dzsanggum, ezért lemond királyi testőr állásáról, és sikerül elérnie, hogy a Csedzsu sziget katonai parancsnokává nevezzék ki, csak hogy Dzsanggum közelében lehessen. Dzsanggum Csedzsu szigetén találkozik egy Csangdok nevű füvesasszonnyal, aki szintén rabszolga volt, de orvosi tudása miatt nagy tiszteletnek örvend a szigeten. Dzsanggum szökési próbálkozásai után Csangdok tanítani kezdi őt a gyógyításra. Viselkedése kezdetben sérti Dzsanggumot, azonban belátja, hogy rabszolgatartója ténylegesen jószándékú, és az életben maradása érdekében bánik így vele. Dzsanggum Csangdoktól tudja meg, hogy képesítést szerzett nővérként visszajuthat a királyi palotába, hogy megbosszulhassa az édesanyja és Han udvarhölgy ellen elkövetett tetteket. Csangdok irányítása és tanítása mellett kitanulja az orvoslást, majd kemény munkával és kitartással elvégzi a nővérképző iskolát. Ahhoz, hogy gyógyíthasson és jó orvos lehessen, meg kell szabadulnia a Cshö család elleni gyűlölet érzésétől. Miután tisztázza magában érzéseit és hivatását, visszatér a palotába.
Dzsanggum, visszatérve a palotába szemtől szembe kerül Gumjonggal (aki közben a királyi konyha első udvarhölgye lett), és ennek nagynénjével, Cshö udvarhölggyel, aki most a királyi titkárság vezetője. Cshö udvarhölgy ismét összeesküvést sző, hogy megszabaduljanak Dzsanggumtól. Közben Dzsanggum és Min Dzsongho kapcsolata tovább erősödik. Mialatt Dzsanggum Csedzsu szigetén rabszolgaként élt, legjobb barátnője, Jonszeng, akivel együtt voltak udvarhölgytanoncok, a király ágyasa, majd élettársa lett.
Dzsanggum, kitartásának és tehetségének köszönhetően, a legjobb orvos lesz a palotában. Sikerül helyes diagnózist felállítania a királyné betegségével kapcsolatban, miszerint halva született ikermagzatai voltak, és megmenti az életét. Majd meggyőzi az anyakirálynét, hogy kezeltesse magát, és kideríti a király krónikus betegségének okát is. Rájön, hogy a király betegségét a Behcet-kór okozza, és meggyógyítja őt. Sorozatos kihallgatások következnek, és kiderül a Cshö udvarhölgy és családja által szőtt összeesküvés, illetve a múltban elkövetett tetteik, melynek következményeként a Cshö családot és szövetségeseiket elítélik, és megfosztják rangjaiktól. Később elnyeri a királyné háláját, miután meggyógyítja a herceget a súlyos himlőbetegségből.
A király beleszeret Dzsanggumba, azonban mégsem teszi meg ágyasává, mivel megérti, hogy Dzsanggum a hivatásának, a gyógyításnak akarja szentelni életét. A teljesítménye elismeréseként, és hogy maga mellett tudhassa (dacolva a miniszterek ellenállásával), kinevezi őt személyes orvosává, a Nagy Dzsanggum címet, és a 9 fokozatú hivatalnoki ranglétrán a rendkívül előkelő 3. fokozatot adományozza neki.
A király döntése nagy felháborodást okoz a hivatalnokok és tudósok körében, ugyanis akkor a nőket lenézték, így ők soha nem kaphattak magas rangú állást vagy címet. Dzsanggum vonakodva, de elfogadja a kinevezést, és ezzel beírja magát Korea történelmébe. Min Dzsonghót, aki hűségesen támogatta Dzsanggum királyi orvossá nevezését, megvádolják és száműzik. Dzsanggum és Min Dzsongho útjai elválnak.
A király egészsége kritikusan megromlik, és Dzsanggum nem sokat tehet érte, annak ellenére sem, hogy széleskörűen ismeri a király állapotát (krónikus székrekedés), és gondosan ápolja. Nem használ már sem az akupunktúra, sem a gyógyszer. Utolsó megoldásként egy egyszerű, de addig Koreában soha nem végzett, és abban a korban nagyon veszélyes műtétet javasol a székrekedés megszüntetésére. A miniszterek megrémülnek az eljárás hallatán, és ellenzik, ugyanis a király teste sérthetetlen, azt felvágni nem szabad. Bár a király bízik Dzsanggumban, fél attól, hogy sikertelen beavatkozás esetén Dzsanggumot biztosan halálra ítélik. Egyre rosszabbodó állapota miatt a király tudja, hogy nem sok ideje van hátra. Hogy megvédje Dzsanggumot, akár az utóbbi tiltakozása ellenére is, elviteti őt a palotából, és utolsó kívánsága az, hogy Min Dzsonghóval hagyják el az országot. Dzsanggum és Min Dzsongho összeházasodnak, és nyolc éven át élnek bujkálva, titokban, mivel a király halálát követően az ellenségeik kerestetik őket. Dzsanggum folytatja a gyógyítást, bármerre is járnak, közben kislányuk is születik.
Végül nyolc év után Dzsanggum és Min Dzsongho visszatérhet a palotába. Annak ellenére, hogy mindketten elítéltek voltak, a hatalmat gyakorló özvegy királyné visszaadja eredeti rangjukat, mivel kedveli Dzsanggumot azóta, mikor még orvos volt a palotában. A király halálát követően a második feleségétől származó trónörökös, Injong király egy évig uralkodik, majd betegségben meghal, így a harmadik feleségétől származó herceg lesz a király, de fiatal kora miatt a hatalmat a királyné gyakorolja. Dzsanggum tapasztalja, hogy a barátai mind magas rangot kaptak a palotában, és minden sokkal békésebb, mint azelőtt volt. Dzsanggum és Min Dzsongho a szomorú emlékek és a nép gyógyításának vágya miatt úgy döntenek, hogy elköltöznek. A történet végén Dzsanggum sikeresen végrehajtja Korea történelmének első császármetszését, megmentve a gyermek és az anya életét.

## Szereplők
| Színész                                | Szerep                                 | Szerep | Magyar hang                       |
| Név, hangul és átírás                  | Név, hangul és átírás                  | | Magyar hang                       |
| -------------------------------------- | -------------------------------------- | --- | --------------------------------- |
| I Jonge                                | Szo Dzsanggum (서장금, Seo Jang-geum)  | A kezdetek kezdetén udvarhölgy, felnőtt korában száműzik, majd visszatér nővérként. Pályafutása során megmenti az anyakirálynő, a királynő, a király és a herceg életét is, az uralkodói család bizalmasa lesz. Teljesíti édesanyja kívánságát, a királyi konyha főudvarhölgyévé válik s leírja Mjongi életének történetét, később a király személyes gyógyítójának nevezi ki, kiérdemelve a te (dae) („nagy”) címet. Ő Korea első sikeres magas rangú női orvosa.                                                              | Gubás Gabi                        |
| Csi Dzsinhi (Ji Jin-hee)               | Min Dzsongho (민정호, Min Jeong-ho)    | A testőrgárda parancsnoka egészen addig, amíg meg nem ismeri Dzsanggumot. Azután folyton váltogatja beosztásait, mindig ott van, ahol a szép és okos nő is. Titulusai révén sokat segít neki, valamint oktatójának, Han udvarhölgynek. Később elveszi feleségül az orvosnőt. | Dányi Krisztián                   |
| Jang Migjong (양미경, Yang Mi-gyeong)  | Han Begjong (한백영, Han Baek-yeong)   | Mjongi legjobb barátnője, még a legnagyobb bajban is segít neki. Felülmúlhatatlanul bölcs, a konyhán tanuló lányokat szelíd szavakkal bírja rá arra, hogy minél jobban teljesítsenek. Sok benne a fájdalom, ezeket azonban nem mutatja ki, hiszen a palota veszélyes hely, ott az érzelem a legnagyobb fegyver, amit felhasználhatnak az emberek ellen. Igazságosan ítél, és kiválóan főz. Dzsanggumhoz nagyon szoros kapcsolat fűzi.                                                                                           | Fehér Anna                        |
| Jo Ungje (여운계, Yeo Un-gye)          | Csong Malgum (정말금, Jeong Mal-geum)  | Csundzsong király uralkodása előtt főudvarhölgy volt, azonban az udvarhölgyek menesztették, ugyanis bolondnak kiáltották ki. Csong asszony esze azonban mindig a helyén van, félre tudja tenni érzelmeit, így vállalja ismét a főudvarhölgyi címet, Jonszeng mestere lesz. | Pálos Zsuzsa                      |
| Pak Unhje (박은혜, Bak Eun-hye)        | I Jonszeng (이연생, Yi Yeon-saeng)     | Dzsanggum legjobb barátnője attól a perctől kezdve, hogy beléptek a palota kapuján. Mindig segít, ott ahol csak tud. Igazi ma született bárány, rettentően fél nem csak a Cshö családtól, de még őfelségétől a királytól is. Ugyanakkor melegszívű, kedves leányzó. Később Csundzsong király ágyasa. | Vadász Bea                        |
| Kim Szoi (김소이, Gim So-i)            | Min Migum (민미금, Min Mi-geum)        | Hű segítője Dzsanggumnek és Han udvarhölgynek, rettentően hiányolja a nőt annak száműzetése alatt. Sanyarú sorsa lesz mikor Han udvarhölgy meghal és Cshö udvarhölgy magas pozícióba kerül, hiszen kinevezik a király személyes udvarhölgyének – ő felel az uralkodó székletéért. | Wégner Judit                      |
| Cshö Dzsahje (최자혜, Choe Ja-hye)     | Cshangi (창이, Chang-i)                | Cshangi Min udvarhölgy tanítványa, eléggé rakoncátlan kislány, olykor-olykor kap egy-egy nyaklevest mentorától. Imádja Dzsanggumot és Han asszonyt, egyik leghűségesebb segítőjük. | Mánya Zsófi                       |
| Kjon Miri (견미리, Gyeon Mi-ri)        | Sablon:KoreaiChoe Seong-geum           | Dzsanggum legnagyobb ellensége, aki mindenáron megpróbálja eltenni láb alól. Még az sem érdekli, hogy annak idején, mikor gyerekek voltak, Mjongit is jó barátnőjének tudhatta: Dzsanggum tudniillik folyton folyvást keresztbe tesz neki, éppen ezért muszáj valahogy megszabadulnia ettől a minden lében kanál lánytól. Éles eszével olyan terveket sző, amivel reméli, hogy vetélytársai nem fognak többé útjában állni. Célja ugyanis egyszerű és világos: ő akar a konyha első udvarhölgye lenni.                          | Csondor Kata később Huszárik Kata |
| Hong Rina (홍리나)                     | Cshö Gumjong (최금영, Choe Geum-yeong) | Szonggum tanítványa, egyben unokahúga is. Mielőtt Dzsanggum a palotába ment, ő volt minden elöljáró kedvence. Egyesek szerint ez a lány előbb tanult meg főzni, mint beszélni, éppen ezért nagy gondot fordítanak rá, és nem véletlenül: az udvarhölgytanoncok versenyeit eddig sorra ő nyerte, még akkor is bizonyított, mikor mások csalónak hitték. Eleinte jó barátságban van Mjongi lányával, később azonban valamilyen úton-módon megromlik kapcsolatuk, mert azt hiszi, hogy a nő elvette tőle egyetlen, örök szerelmét. | Bíró Kriszta                      |
| I Szejong (Lee Se-yeong)               | Cshö Gumjong (최금영, Choe Geum-yeong) | Gumjong gyerekként |                                   |
| I Ipsze (이잎새, Lee Ip-sae)           | Jun Jongno (윤영로, Yun Yeong-ro )     | A Cshö család szövetségese | Dögei Éva                         |
| Pak Jongszu (박정수, Bak Jeong-su)     | Pak Jongsin (박용신, Bak Yong-sin)     | A királyi titkárság udvarhölgye | Málnai Zsuzsa                     |
| Cso Gjonghvan (조경환, Jo Gyeong-hwan) | O Gjomho (오겸호, O Gyeom-ho)          | M miniszter, az ellátó hivatal vezetője | Dengyel Iván                      |
| I Hido (이희도, Lee Hi-do)             | Cshö Phanszul (최판술, Choe Pan-sul)   | A Cshö család kereskedőházának tulajdonosa, ő áll minden baj forrásának a hátterében. Míg testvére kiötli a terveket, addig Phanszul valóra váltja befolyásos kapcsolatai révén. | Botár Endre                       |
| Na Szonggjun (나성균, Na Seong-gyun)   | Jun Makke (윤막개, Yun Mak-gae)        | kapuőr, Jongno bácsikája |                                   |
| Im Ho (임호)                           | Csungdzsong (중종, Jungjong)           | Korea bölcs és igazságos uralkodója. Mint férfi nagyon gyengéd, szereti Jonszang ágyast. Szerelmes Dzsanggumbe, kitart a nő mellett még akkor is, mikor mindenki az életére tör. | Pálmai Szabolcs                   |
| Csho Dzsongun (Cho Jeong-un)           | Szo Dzsanggum (서장금, Seo Jang Geum)  | A sorozat elején Dzsanggum gyerekkorában | Pekár Adrienn                     |
| Kim Hjeszon (김혜선, Gim Hye-seon)     | Pak Mjongi (박명이, Bak Myeong-i)      | Dzsanggum édesanyja. Nagyon szépen tud varrni, gyönyörűen formázza meg a betűket, és hihetetlenül jól főz: nem véletlen, hiszen udvarhölgyként tanult a királyi konyhában, de sajnos hivatását fel kellett függesztenie. A királyi palota szemszögéből nézve gyakorlatilag és elméletileg halott. | F. Nagy Erika                     |
| Pak Cshanhvan (박찬환, Bak Chan-hwan)  | Szo Cshonszu (서천수, Seo Cheon-su)    | Dzsanggum édesapja. Sok évig szolgálta király személyes hadseregében parancsnokhelyettesként. Később egyszerű kovács lett. Kislánya ennek nem nagyon örül, mert a szegény emberek nem tanulhatnak írni, ő viszont nagyon szereti űzni ezt az elfoglaltságot. Így a férfi kénytelen megosztani vele régebbi, gyötrő, a múltban elkövetett egyik gonosz tettét. | Lux Ádám                          |
| Kum Bora (금보라, Geum Bo-ra)          | Na Dzsudek (나주댁, Na Ju-daek)        | Dzsanggum nevelőanyja, ő vigyáz rá sok éven át. Rendkívül szigorú asszony, folyton követeli a lánytól fizetésének felét és kiabál a ház urával. Ugyanakkor mindenki szereti, mert házsártos lénye ellenére jólelkű. | Szirtes Ági                       |
| Im Hjonsik (임현식, Im Hyeon-sik)      | Kang Dokku (강덕구, Gang Deok-gu)      | Dzsanggum nevelőapja, mulatságos és kedves, mindig segít nevelt lányának. Két állása van: borkereskedő és a király szakácsa. | Scherer Péter                     |
| Kim Jodzsin (김여진, Gim Yeo-jin)      | Csangdok (장덕, Jang-deok)             | Dzsanggum akkor találkozik vele, mikor száműzetésben van Csedzsu szigetén. Gyógyítani tanítja a lányt, ha oktatásról és munkáról van szó nagyon szigorú, ám kedves és vicces is tud lenni. Kedvenc szava járása: „elég a fecsegésből, mars dolgozni!” | Hámori Eszter                     |
| Han Dzsimin (한지민, Han Ji-min)       | Sinbi (신비)                           | Dzsanggum a gyógyítóképzőben ismeri meg. Mikor sokan irigykednek a nőre és senki nem beszél vele, akkor Sinbi megvigasztalja. Ami a legfontosabb szerepében az az, hogy vannak céljai: gyógyítani akar, nem pedig prostituált lenni, ahogy az akkoriban szokás volt a nővérek korában. Törekvéseivel és tudásával eléri a célját. | Kiss Virág                        |
| Meng Szanghun (맹상훈, Maeng Sang-hun) | Csong Vonbek (정원백, Jeong Won-baek)  | fűszerkerti munkavezető, később orvos | Csuja Imre                        |
| I Szeun (이세은, Lee Se-eun)           | Jori (Yeol-I)                          | A Cshö család hűséges szolgálója, tudása révén segít Cshö udvarhölgynek megszabadulni Dzsanggumtől és Jonszengtől miután a nő visszatér a palotába. | Solecki Janka                     |
| Pak Unhje (박 은혜, Park Eun-hye)      | Sin Ikphil (Shin Ik-Phil)              | orvos, Dzsanggum oktatója | Balázsi Gyula                     |
| Cson Inthek (전인택, Jeon In-taek)     | Csong Junszu (정윤수, Jeong Yun-su)    | királyi orvos | Maday Gábor                       |

## Nemzetközi megjelenések
A dráma nagy sikert aratott egész Ázsiában, olyan helyeken, mint Kína, Tajvan, Hongkong, Malajzia, Szingapúr, Brunei, Japán, Indonézia, Fülöp-szigetek, Thaiföld, Vietnám. Ezenkívül vetítették többek között Ausztráliában, az Egyesült Államokban, Svédországban, Oroszországban, Iránban, Szaúd-Arábiában, Törökországban, Peruban, Egyiptomban, Romániában, Kanadában, Izraelben, Magyarországon és Új-Zélandon, összesen 91 országban.
A sorozat először Dél-Koreában volt látható, és a gyártó, az MBC TV vetítette le 2003. szeptember 15-től 2004. március 23-ig, ahol ez volt a legnépszerűbb műsor. Vetítése alatt az átlagos nézők aránya 45,8%, a rekord pedig 57,1% volt. Ez az egyik legmagasabb nézettségű dél-koreai történelmi sorozat.

## Fogadtatás
A palota ékköve világszerte sikert aratott, meghódította Európát is.[forrás?] A sorozat megjelenésével nagy érdeklődés indult el az addig nem nagyon ismert koreai konyha iránt.
Magyarországon 2008. március 10-től mutatta be a Magyar Televízió. Ekkor még délelőtti műsoridőben vetítették, amikor nagyon kevesen néznek televíziót, de mivel ebben a műsoridőben nagy sikert ért el,[forrás?] a Magyar Televízió többször is megismételte már mindkét csatornáján, egyre magasabb nézettségi időben. 2008. augusztus 25-től, majd 2010. január 4-től március 19-ig a sorozatot megismételték. A palota ékköve Magyarországon is nagy sikert aratott,[forrás?] számos internetes fórum is foglalkozik vele.

## Hatása a turizmusra

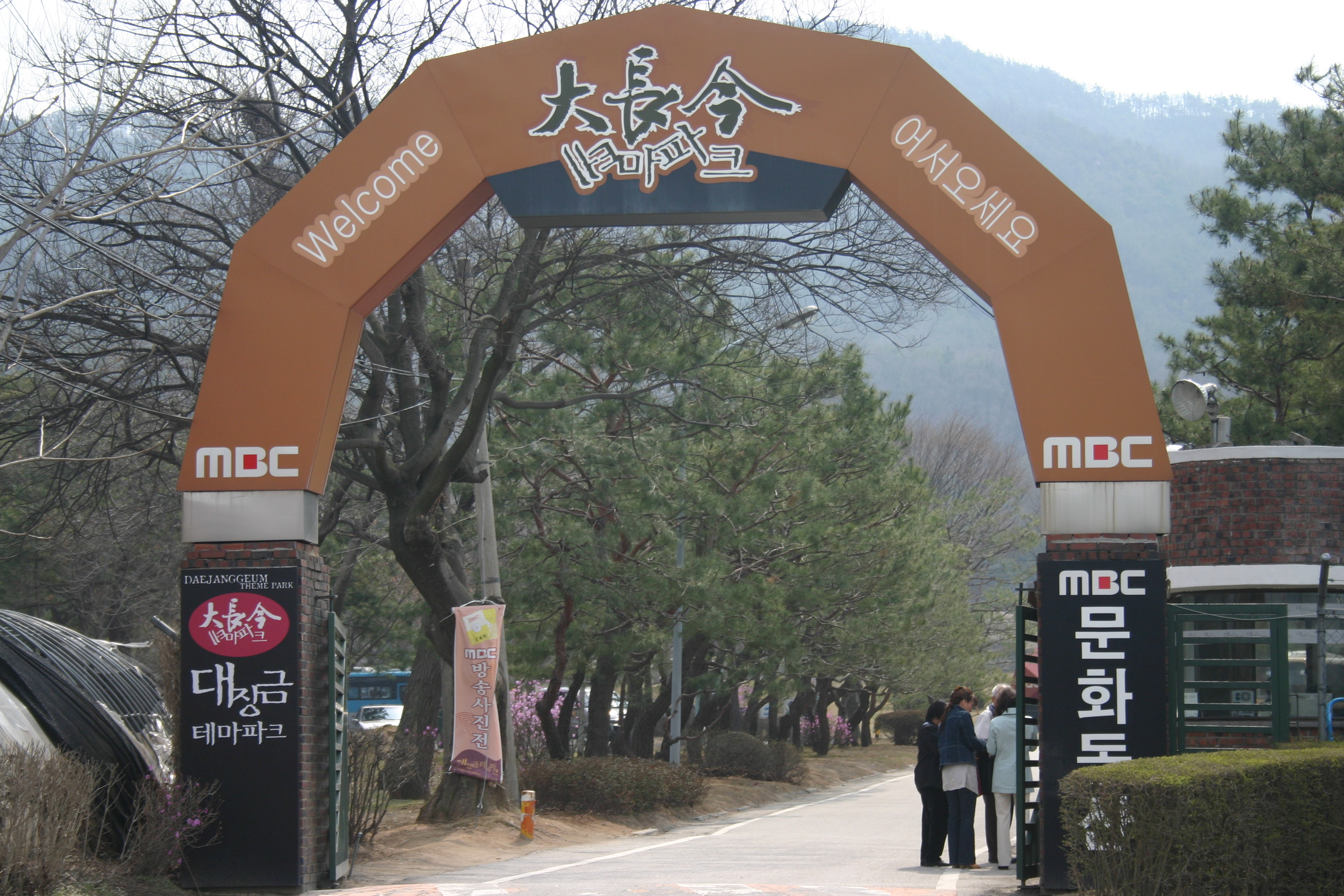
A Te Dzsanggum élménypark kapuja

A palota ékköve c. filmsorozat koreai turisztikai látványosság is egyben, bemutatja a koreai népviseletet, a királyi ételeket, népszokásokat, az épületeket és a tradicionális gyógyítást.
A Koreai Turisztikai Hivatal is támogatta Te Dzsanggum-orientált turizmust. Az MBC TV a koreai kormány segítségével megépítette a Te Dzsanggum élményparkot, ami Jangdzsuban, Kjonggi tartományban nyílt meg a turisták számára 2004-ben. Ezen a helyszínen forgatták a sorozat nagy részét.

## Fordítás
Ez a szócikk részben vagy egészben  a   Dae Jang Geum című angol Wikipédia-szócikk fordításán alapul.  Az eredeti cikk szerkesztőit annak laptörténete sorolja fel. Ez a jelzés csupán a megfogalmazás eredetét és a szerzői jogokat jelzi, nem szolgál a cikkben szereplő információk forrásmegjelöléseként.